# Glavantsi
Glavantsi (bulgariska: Главанци) är ett distrikt i Bulgarien.   Det ligger i kommunen obsjtina Tervel och regionen Dobritj, i den nordöstra delen av landet, 300 km öster om huvudstaden Sofia.
Trakten runt Glavantsi består till största delen av jordbruksmark. Runt Glavantsi är det ganska glesbefolkat, med 36 invånare per kvadratkilometer.